# Daniel Branáa
Daniel Branáa Formento (Montevideo, 20 de junio de 1954-Montevideo, 27 de febrero de 2018) fue un periodista y conductor de radio y televisión uruguayo.

## Biografía
Su padre fue el empresario Walter Branáa, dueño de la mayor curtiembre de Uruguay.
Comenzó su carrera como locutor radial en los años 1970, con la conducción del programa de música nocturno Black Soul, en CX 50 Radio Independencia. En esa misma década fue pionero de los programas de viajes en la televisión uruguaya, con Los viajes del doce y Pasaporte a... (programa que en su nombre llevaba el lugar que se visitaba), por canal 12. En este canal también condujo Completísimo y Verano del... (programa que en su nombre llevaba el año de realización)
En Monte Carlo TV condujo programas como Temas de canal 4 (con Aram y Berch Rupenian y Carlos Iglesias), y en Concierto FM 94.7, emisora de radio de la que fue director.
En marzo de 2000 recibió la Cruz de caballero de la Orden de Isabel la Católica, por su aporte a la difusión de la cultura española.
Después de retirarse de los medios, dedicó sus últimos años a dirigir la curtiembre propiedad de su familia. Falleció a los 63 años, víctima de cáncer.